# Pasticcio di carne di Pézenas
Il pasticcio di carne di Pézenas è un antipasto francese. Lo si prepara rivestendo con la pasta brisé della carne ovina insaporita con limone e zucchero di canna.

## Storia
I pasticci di Pézenas, paese dell'Occitania, vennero portati nel diciottesimo secolo dal cuoco del governatore dell'India Robert Clive, giunto a Montpellier per curare una malattia.
Lo scrittore Austin de Croze citò i pasticci nel suo Les plats régionaux de France; de Croze e Curnonsky fecero lo stesso nella loro opera congiunta Le trésor gastronomique de France del 1933.
Nei primi anni novanta venne inaugurata la Très Noble et Très Gourmande Confrérie du petit pâté de Pézenas (lett. "nobilissima e golosissima confraternita dei petits pâté de Pézenas"). L'alimento venne riconosciuto dall'Institut national de la propriété industrielle nel 2009.